# 卡萨尼亚贝尔图尔纳
卡萨尼亚贝尔图尔纳（法語：Cassagnabère-Tournas）是法国上加龙省的一个市镇，属于圣戈当区（Saint-Gaudens）奥里尼亚克县（Aurignac）。该市镇总面积25.24平方公里，2009年时的人口为415人。

## 人口
卡萨尼亚贝尔图尔纳人口变化图示